# 1952-es Formula–1 német nagydíj
Az 1952-es Formula–1-es világbajnokság hatodik futama a német nagydíj volt.

## Futam
Az Ascari-Farina duó után a Gordini csapat két pilótája következett, és csak mögülük indult Taruffi és a szintén Ferraris svájci, Rudi Fischer. A versenyt végül a négy Ferrari fejezte be az élen (Ascari-Farina-Fischer-Taruffi sorrendben). Ez minden idők legnagyobb Ferrari fölénye (és általában csapat fölény is) a befutók sorrendjét tekintve. A verseny leggyorsabb körét ismét Ascari futotta. Minthogy Ascarinak volt négy első helye és leggyorsabb köre, ezért már elérte az egy évad alatt elérhető legmagasabb pontszámot (4*9=36). A Formula–1 történelmében először fordult elő, hogy egy pilóta a világbajnokság utolsó futama előtt bebiztosította magának a bajnoki címet.
| Helyezés | Rajtszám | Versenyző           | Csapat/Motor      | Körök | Idő/kiesés oka | Rajthely | Pont |
| -------- | -------- | ------------------- | ----------------- | ----- | -------------- | -------- | ---- |
| 1        | 101      | Alberto Ascari      | Ferrari           | 18    | 3:06'13,3      | 1        | 9    |
| 2        | 102      | Nino Farina         | Ferrari           | 18    | +14,1          | 2        | 6    |
| 3        | 117      | Rudi Fischer        | Ferrari           | 18    | +7'10,1        | 6        | 4    |
| 4        | 103      | Piero Taruffi       | Ferrari           | 17    | +1 kör         | 5        | 3    |
| 5        | 108      | Jean Behra          | Gordini           | 17    | +1 kör         | 11       | 2    |
| 6        | 119      | Roger Laurent       | Ferrari           | 16    | +2 kör         | 17       |      |
| 7        | 121      | Fritz Riess         | Veritas-BMW       | 16    | +2 kör         | 12       |      |
| 8        | 125      | Toni Ulmen          | Veritas-BMW       | 16    | +2 kör         | 15       |      |
| 9        | 124      | Helmut Niedermayr   | AFM-BMW           | 15    | +3 kör         | 22       |      |
| 10       | 113      | Johnny Claes        | HWM-Alta          | 15    | +3 kör         | 32       |      |
| 11       | 128      | Hans Klenk          | Veritas           | 14    | +4 kör         | 8        |      |
| 12       | 135      | Ernst Klodwig       | BMW               | 14    | +4 kör         | 29       |      |
| Ki       | 107      | Robert Manzon       | Gordini           | 8     | Baleset        | 4        |      |
| Ki       | 123      | Willi Heeks         | AFM-BMW           | 7     | Visszavonult   | 9        |      |
| Ki       | 120      | Tony Gaze           | HWM-Alta          | 6     | Sebességváltó  | 14       |      |
| Ki       | 126      | Adolf Brudes        | Veritas-BMW       | 5     | Motor          | 19       |      |
| Ki       | 110      | Marcel Balsa        | BMW               | 5     | Visszavonult   | 25       |      |
| Ki       | 130      | Bernd Nacke         | BMW               | 5     | Gyújtás        | 30       |      |
| Ki       | 116      | Eitel Cantoni       | Maserati          | 4     | Tengely        | 26       |      |
| Ki       | 136      | Rudolf Krause       | BMW               | 3     | Visszavonult   | 23       |      |
| Ki       | 118      | Rudolf Schoeller    | Ferrari           | 3     | Felfüggesztés  | 24       |      |
| Ki       | 114      | Bill Aston          | Aston Butterworth | 2     | Olajnyomás     | 21       |      |
| Ki       | 109      | Maurice Trintignant | Gordini           | 1     | Baleset        | 3        |      |
| Ki       | 127      | Paul Pietsch        | Veritas           | 1     | Váltó          | 7        |      |
| Ki       | 105      | Felice Bonetto      | Maserati          | 1     | Kizárva        | 10       |      |
| Ki       | 112      | Paul Frère          | HWM-Alta          | 1     | Váltó          | 13       |      |
| Ki       | 122      | Theo Helfrich       | Veritas-BMW       | 1     | Visszavonult   | 18       |      |
| Ki       | 129      | Josef Peters        | Veritas-BMW       | 1     | Visszavonult   | 20       |      |
| Ki       | 104      | Piero Carini        | Ferrari           | 1     | Fékek          | 27       |      |
| Ki       | 115      | Gino Bianco         | Maserati          | 0     | Visszavonult   | 16       |      |

## Statisztikák
Vezető helyen: Alberto Ascari 18 kör (1-18)
- Alberto Ascari 6. győzelme, 4. mesterhármasa.
- Ferrari 8. győzelme.